# Алексинский карьер
«Алексинский карьер» — полигон для хранения твёрдых бытовых отходов (ТБО), расположенный в 70 километрах от Москвы, впоследствии преобразованный в комплекс по переработке и утилизации отходов.

## История
Алексинский карьер расположен в 2 км на восток от Клина, в 1 км от Новощаповской средней школы имени Едунова, в 400 метрах от жилых домов. В советское время здесь добывали песок, но с 1993 года он эксплуатировался как муниципальная свалка для Клинского района. В период с 1993 по 2013 год на карьер было свезено около 1,5 миллиона тонн мусора Клинского района.
В 2013 году были разработаны поручения Президента РФ № Пр-804 от 10.04.2013 г. и Правительства РФ № АД-П9-2446 от 15.04.2013 г. Согласно данным поручениям, свалка ТБО «Алексинский карьер» в числе ряда других должна была быть закрыта и рекультивирована. В феврале 2014 года Минэкологии области сообщало о закрытии свалки «Алексинский карьер» в связи с заполнением и исчерпанием проектной мощности. Несмотря на это, начиная с 2014 года на фактически уже закрытую свалку, не значащуюся в реестре объектов размещения отходов, в нарушение законов начали массово свозить мусор из Москвы миллионами тонн без какого-либо контроля за соблюдением технологии захоронения и природоохранных норм. За 2014—2015 годы на месте глубокого Алексинского карьера появилась огромная гора мусора. За первый год было привезено и свалено около 3 миллионов тонн мусора из Москвы, то есть вдвое больше, чем за предыдущие 20 лет.
В 2019 году на территории полигона был образован комплекс по переработке отходов – КПО "Алексинский комбинат". По сообщениям с сайта Правительства Московской области мощность полигона составляет 400 тысяч тонн в год, а построенный мусороперерабатывающий комплекс мощностью 150 тысяч тонн отходов.

## Экологические проблемы
Суд и минэкологии неоднократно выявляли грубые нарушения — отступления от проектной документации, выход свалочного тела за границы свалки на чужой земельный участок, отсутствие пересыпки мусора грунтом, отсутствие капитального ограждения, очистных сооружений, системы сбора и отвода фильтрата, систем по сбору биогаза. Нарушения привели к значительному ущербу для окружающей среды. Превышение объёмов гниющего мусора вызвало распространение неприятных запахов на большие расстояния. Токсичные вещества из фильтрата проникли в грунтовые воды. Мусор разносится ветром по близлежащим территориям, включая сельскохозяйственные поля. Большое количество чаек вблизи свалки создаёт угрозу для нормальной работы аэродрома Клин-5, который находится в 3 км от полигона.

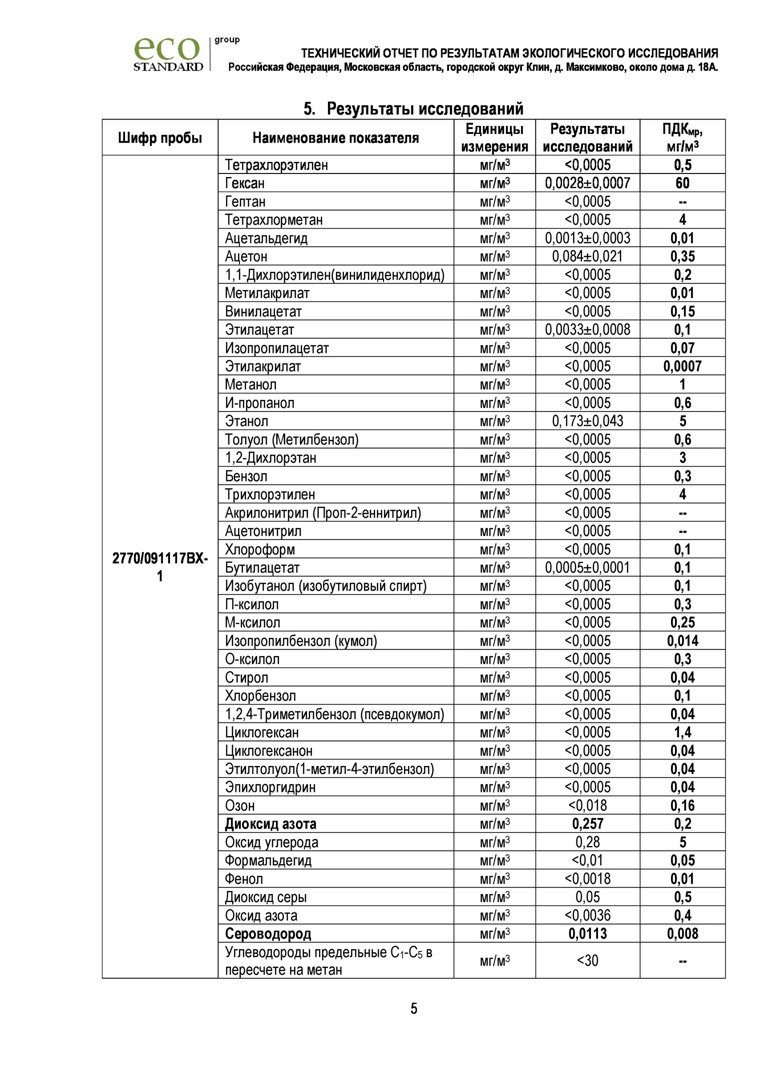
Тех. отчёт по результатам экологического исследования независимой лабораторией «ECO Standard»

В 2017 году измерения лабораторией МЧС показали превышения предельно допустимой концентрации вредных веществ в атмосферном воздухе населённых пунктов около жилых домов в 2 км от свалки в 25 раз. Это означает, что в этих домах нельзя жить, там опасно находиться, это режим ЧП. МЧС разрабатывает схему эвакуации жителей. Чиновники минэкологии в это же время продолжают успокаивать жителей. После закрытия Балашихинского полигона на Алексинской свалке начали насыпать вторую гору мусора, а областное руководство хочет расширить свалку до 73 гектар без проведения общественных слушаний.

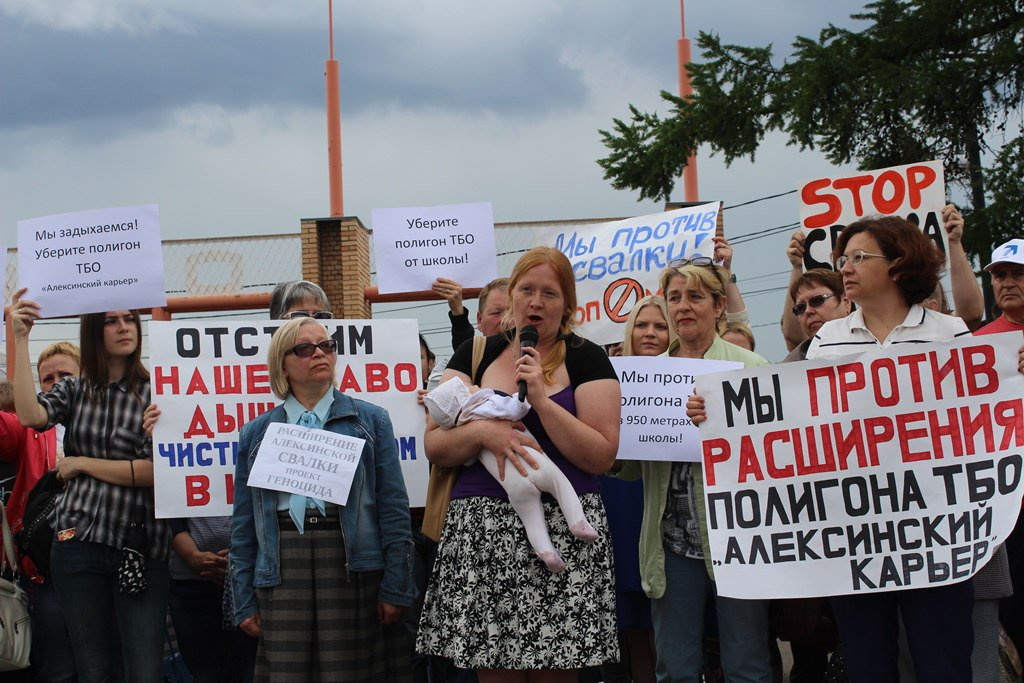
Митинг против вони с Алексинской свалки в подмосковном Клину

На митинге за закрытие и рекультивацию свалки в 2018 году присутствовало более 4000 человек.
В конце 2019 года правительство Московской области объявило о рекультивации ТБО «Алексинский карьер» Глава ГО Клин — Алена Сокольская, также сообщила о рекультивации полигона в 2020 году. По состоянию на 2025 год полигон работает в обычном режиме, ввоз мусора продолжается до сих пор, в больших количествах, а местное население жалуется на неприятный запах.
По официальным данным в 2020 году превышений ПДК загрязняющих веществ в атмосферном воздухе на территории СЗЗ не выявлялось. Также в ходе проверки Роспотребнадзором совместно с лабораторией в 2016 г. превышений ПДК загрязняющих веществ на территории СЗЗ не выявлено.
В 2019 году Суд по правам человека в Страсбурге (ЕСПЧ) рассмотрел 14 жалоб жителей Клина по «Алексинскому карьеру». Далее российским властям поступило несколько вопросов от ЕСПЧ, в том числе о том, были ли предоставлены эффективные средства правовой защиты в России и исчерпали ли их заявители; имело ли место вмешательство в право заявителей на уважение их личной и семейной жизни из-за соседства с действующим полигоном; были ли устранены нарушения санитарного законодательства ООО «Комбинат», которое эксплуатирует полигон; планируются ли мероприятия по очистке свалки.